# Antonio Giannettini
Antonio Giannettini (ou Gianettini, Zanettini, Zannettini ; Fano, vers 1648 – Munich, 14 juillet 1721) est un compositeur, organiste et chanteur italien.

## Biographie
Nous ne savons presque rien de la formation musicale d'Antonio Giannettini : en 1662, il est à Venise, où il étudie sans doute sous la direction de Sebastian Enno. Le 14 janvier 1674, il est admis en tant que chanteur au pupitre des basses, dans le chœur de la chapelle de la Basilique Saint-Marc. Le 5 décembre 1676, il est nommé organiste à la Basilique San Zanipolo, avec un salaire de 40 ducats par an. Giannettini conserve ce poste d'organiste jusqu'en 1679. Dans cette période, il étudie la musique avec Carlo Grossi et peut-être aussi avec Giovanni Legrenzi. Le 25 janvier 1677, il est également organiste à San Marco (en plus de sa position de la chanteuse). À partir de 1676, il est également actif en tant que compositeur écrivant environ dix opéras pour Venise et Milan et une variété de musique sacrée (parmi lesquels des motets pour Ippolito Bentivoglio). Dans la période 1685-1686, il est actif en tant que compositeur et maître de chapelle du duc de Hanovre Ernest-Auguste de Brunswick, qui vivait alors dans un palais donnant sur le grand Canal.
Le premier mai 1686, Antonio Giannettini quitte ses fonctions à la San Marco pour prendre sa place en tant que maître de chapelle à la cour de François II, duc de Modène : ses honoraires pour ses services à la cour de Modène sont de 396 lires italiennes (une somme considérable pour l'époque). Pour la cour, il écrit neuf oratorios, d'autres œuvres sacrées, des cantates et des serenate. Avec le déclenchement de la guerre de succession d'Espagne, Modène est occupée par les français et en 1702, il fuit à Bologne avec le duc Renaud de Modène (successeur de François II). Après la guerre, en 1707 , il est retourne à Modène, où il continue son travail en tant que directeur de la chapelle, mais sans recevoir le salaire élevé de ses années passées. En mai 1721, il décide d'accompagner sa fille Marie Catherine à Munich, ville où elle est active en tant que chanteuse à la cour bavaroise et où peu de temps après meurt de compositeur.
Giannettini est l'un des compositeurs les plus talentueux de son époque. De son vivant, il est  très apprécié en tant que compositeur de musique sacrée, autant en Italie qu'en Allemagne. Son œuvre la plus réussie est Médée à Athènes [« Medea in Atene »], sur un livret de Aurelio Aureli donné en 1675 au Teatro San Moisè de Venise. 